# Татуи (микрорегион)

Татуи на карте.

Татуи (порт. Microrregião de Tatuí) — микрорегион в Бразилии, входит в штат Сан-Паулу. Составная часть мезорегиона Итапетининга. 
Население составляет 	257 318	 человек (на 2010 год). Площадь — 	2 241,031	 км². Плотность населения — 	114,82	 чел./км².

## Демография
Согласно сведениям, собранным в ходе переписи 2010 г. Национальным институтом географии и статистики (IBGE), население микрорегиона составляет:						
| Полное население                             | Полное население                             | Полное население                             | Полное население                             | 257 318 |
| -------------------------------------------- | -------------------------------------------- | -------------------------------------------- | -------------------------------------------- | ------- |
| в том числе:                                 | Городское население                          | 229 670                                      | Процент городского населения, %              | 89,26   |
|                                              | Сельское население                           | 27 648                                       | Процент сельского населения, %               | 10,74   |
|                                              | Мужское население                            | 128 467                                      | Процент мужского населения, %                | 49,93   |
|                                              | Женское население                            | 128 851                                      | Процент женского населения, %                | 50,07   |
| Плотность населения, чел/км²                 | Плотность населения, чел/км²                 | Плотность населения, чел/км²                 | Плотность населения, чел/км²                 | 114,82  |
| Население микрорегиона в % к населению штата | Население микрорегиона в % к населению штата | Население микрорегиона в % к населению штата | Население микрорегиона в % к населению штата | 0,62    |

## Статистика
- Валовой внутренний продукт на 2003 год составляет 2 332 496 731,00 реалов (данные: Бразильский институт географии и статистики).
- Валовой внутренний продукт на душу населения на 2003 год составляет 10 197,27 реалов (данные: Бразильский институт географии и статистики).
- Индекс развития человеческого потенциала на 2000 год составляет 0,796 (данные: Программа развития ООН).

## Состав микрорегиона
В составе микрорегиона включены следующие муниципалитеты:
1. Бойтува
2. Серкилью
3. Сезариу-Ланжи
4. Ларанжал-Паулиста
5. Перейрас
6. Порангаба
7. Куадра
8. Татуи
9. Торри-ди-Педра